# Aacanthocnema
Aacanthocnema es un género de insectos de la familia Triozidae (psílidos o «piojos saltadores de las plantas»), es endémico de Australia. Actualmente contiene seis especies que se encuentran en todos los estados y territorios de Australia, a excepción del Territorio del Norte.

## Especies
Las especies son las siguientes:
- Aacanthocnema burckhardti (Gary S. Taylor, 2011)
- Aacanthocnema casuarinae (Walter Wilson Froggatt, 1901)
- Aacanthocnema dobsoni (Walter Wilson Froggatt, 1903)
- Aacanthocnema huegelianae (Gary S. Taylor, 2011)
- Aacanthocnema luehmannii (Gary S. Taylor, 2011)
- Aacanthocnema torulosae (Gary S. Taylor, 2011)